# Mario Tobino
Mario Tobino (n. 16 ianuarie 1910, Viareggio, Toscana, Italia – d. 11 decembrie 1991, Agrigento, Sicilia, Italia) a fost un poet, scriitor și psihiatru italian.
A câștigat Premiul Strega în 1962 pentru Il clandestino.
Scriitor prolific, a debutat ca poet, dar mai târziu a scris mai ales romane. Lucrările sale sunt caracterizate de o puternică inspirație autobiografică și tratează de obicei teme sociale și psihologice.

## Educație
Mario Tobino s-a născut în Viareggio. Mama sa, Maria Biassoli Ottaviani, îi alesese numele Mario de la personajul lui Mario Cavaradossi (pictor și admirator al cântăreței Floria Tosca), pentru că avea un mare respect pentru operă și pentru Giacomo Puccini. După liceu, pentru a ține în frâu o anumită exuberanță și intoleranță față de studii, părinții l-au trimis pentru un an la internatul din Collesalvetti. Întors acasă, și-a început studiile liceale la Massa, dar și-a obținut diploma de student particular la Pisa. Tânărul, cu un caracter voinic și intolerant, demonstrează o anumită înclinație pentru studii umaniste. Cu toate acestea, aspirația sa lăudabilă de a-și ajuta colegii bolnavi l-a determinat să se înscrie la facultatea de medicină a Universității din Pisa, studii pe care le-a continuat și le-a încheiat cu diploma de medicină în 1936 la Universitatea din Bologna. La Bologna, s-a împrietenit cu colegii săi Mario Pasi și Aldo Cucchi, ambii distinși cu Medalia de Aur pentru Valoare Militară datorită contribuției lor la Războiul de Eliberare Națională: prietenia lor a fost povestită în romanul Tre amici. După obținerea licenței în medicină în 1936, s-a angajat într-o carieră în spitalele de psihiatrie, tratând persoanele cu dizabilități mintale.

## Cariera medicală
După absolvire, Tobino a fost chemat să finalizeze serviciul militar inițial la Florența, apoi ca ofițer medical în Quinto Alpini din Merano. Întors acasă, în Bologna, s-a specializat în neurologie, psihiatrie și medicină legală și a început să lucreze la spitalul de psihiatrie din Ancona. Munca lui Mario Tobino l-a dus în Libia în iunie 1940. A lucrat ca medic în Libia până în octombrie 1941, când a izbucnit războiul în țară și a fost nevoit să plece. Experiența sa din Libia a fost consemnată în cartea Il deserto della Libia, care a apărut în 1952 și pe care s-au bazat două filme, Scemo di guerra (1985) de Dino Risi și Le rose del deserto (2006) de Mario Monicelli.
După ce s-a întors din Libia, Tobino a preluat postul de medic în spitale de psihiatrie, mai întâi pentru câteva luni la Florența, apoi definitiv la Maggiano (schimbat în „Magliano” în cele două romane/broșuri dedicate acestei experiențe) din provincia Lucca. A lucrat în spital timp de peste patru decenii.
Împotriva închiderii azilelor psihice în urma Legii Basaglia (1978), Tobino „a spus că viața lui este acolo, că nebunii îi sunt semenii” și că „Melancolia întunecată, arhitectura paranoiei, lanțurile obsesiilor există chiar dacă azilul se închide”.

## Scrieri

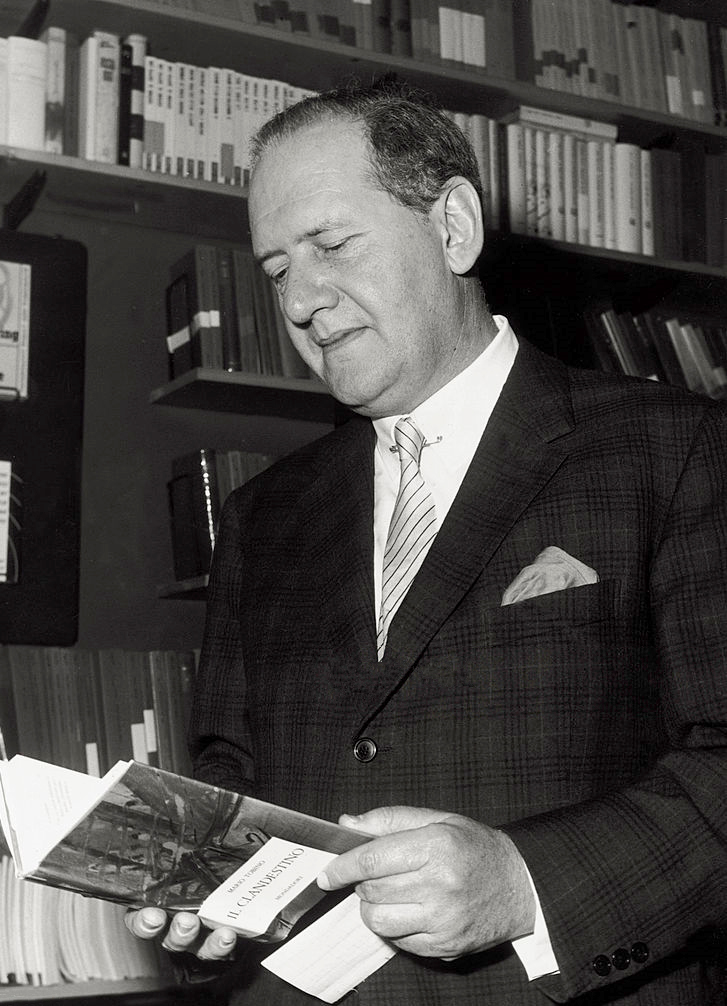
Mario Tobino în 1965

Încă din liceu, a manifestat un mare interes pentru autori precum Machiavelli și Dante. Concomitent cu perioada universitară, a desfășurat o activitate literară, deși limitată din cauza timpului limitat de care dispunea, publicând unele scrieri în reviste deschise contribuțiilor tinerilor scriitori; în 1934, publică Poesie, prima sa colecție de versuri, care are un răspuns critic pozitiv. 
În timpul carierei sale în spitalul din Ancona a compus o serie de poezii publicate în 1939 în colecția intitulată Amicizia, cu o prefață a scriitorului și prietenului Giuseppe Raimondi. Revenit în Italia (din Libia), a publicat colecția de poezii Veleno e Amore, romanul Il figlio del farmacista și nuvelele adunate sub titlul La gelosia del marinaio.
În perioada dintre primăvara și toamna anului 1944, Tobino a devenit un susținător înfocat al războiului de eliberare națională. Participarea sa la eforturile de eliberare din Toscana ca partizan l-au dezvoltat enorm ca scriitor. Și-a transpus experiența în cartea Clandestino, care a fost publicată în 1962 și i-a obținut Premiul Strega. Tobino publicase cărți înainte de Clandestino. În 1953, scosese Libere donne di Magliano, o lucrare care i-a stabilit locul printre scriitorii italieni importanți. Tobino a scris o altă carte premiată în 1972, Scala lui Per le antiche, care a fost câștigătoarea Premiului Campiello din acel an. A fost un scriitor neobosit. A fost prolific chiar și în viața de mai târziu. În 1982 a publicat Gli ultimi giorni di Magliano, urmat de La ladra în 1984 și de Tre amici în 1988. Această ultimă fază a carierei sale de scriitor a fost marcată și de câteva premii literare. A primit Premiul Pirandello pe 10 decembrie 1991 la Agrigento. În următoarea zi a murit.

## Listă de opere

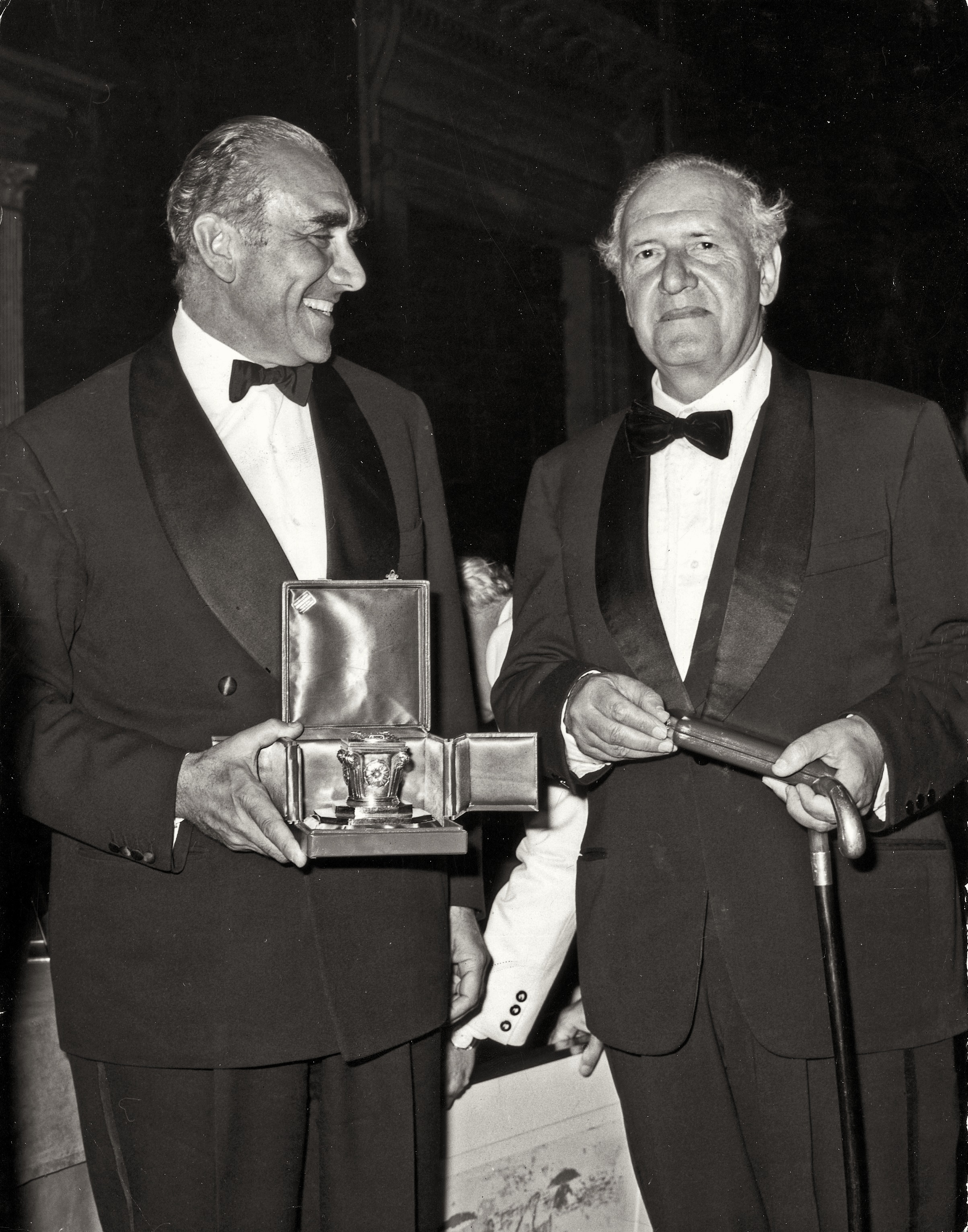
Mario Tobino (dreapta) cu Giorgio Mondadori în timpul unei ceremonii de premiere

### Poezii
- Poesie, Bergamo, Cronache, 1934
- Amicizia, în Meridiano di Roma. L'Italia letteraria, artistica, scientifica, a. XI, n. 49, 5 decembrie 1937
- Veleno e amore, Firenze, Edizioni di rivoluzione, 1942
- L'asso di picche, Firenze, Vallecchi, 1955

### Romane și nuvele
- Il figlio del farmacista, în Il Selvaggio, n. 2, 15 februarie 1938, apoi Milano, Corrente, 1942
- La gelosia del marinaio, Roma, Tumminelli, 1942
- Bandiera nera, Roma, Istituto grafico tiberino, 1950
- L'angelo del Liponard, Firenze, Vallecchi, 1951; Milano, Mondadori, 1963
- Il deserto della Libia, Torino, Einaudi, 1951
- Le libere donne di Magliano, Firenze, Vallecchi, 1953
- Due italiani a Parigi, Firenze, Vallecchi, 1954
- La brace dei Biassoli, Torino, Einaudi, 1956
- Passione per l'Italia, Torino, Einaudi, 1958
- Il clandestino, Milano, A. Mondadori, 1962
- Sulla spiaggia e di là dal molo, Milano, A. Mondadori, 1966,
- Una giornata con Dufenne, Milano, Bompiani, 1968
- Per le antiche scale. Una storia, Milano, A. Mondadori, 1972
- Biondo era e bello, Milano, A. Mondadori, 1974
- La bella degli specchi, Milano, A. Mondadori, 1976
- Eolina la fata dei mozzi, Teramo, Lisciani & Zampetti, 1978
- Il perduto amore, Milano, A. Mondadori, 1979
- Gli ultimi giorni di Magliano, Milano, A. Mondadori, 1982
- La ladra, Milano, A. Mondadori, 1984
- Zita dei fiori, Milano, A. Mondadori, 1986
- Tre amici, Milano, A. Mondadori, 1988. ISBN 88-04-31053-7
- Il manicomio di Pechino, Milano, A. Mondadori, 1990. ISBN 88-04-33540-8
- Una vacanza romana, Milano, A. Mondadori, 1992. ISBN 88-04-35670-7

### Teatru
- La verità viene a galla. Commedia in due tempi, Milano, A. Mondadori, 1987. ISBN 88-04-30043-4.

### Alte scrieri
- Ascolta ragazzo: la droga mai, Lucca, Pacini Fazzi, 1978.
- Pisa. La Piazza dei Miracoli, Novara, De Agostini, 1982.
- Il carnevale di Viareggio, în colaborare cu Renzo Pellegrini și Carlo Alberto Di Grazia, Milano, A. Mondadori, 1988. ISBN 88-04-31874-0.

## Premii literare
- 1962: Premiul Strega cu opera Il clandestino,[11]
- 1966: Premiul de selecție Campiello cu Sulla spiaggia e di là dal molo,[12]
- 1972: Premiul Campiello cu Per le antiche scale,[12]
- 1976: Premiul Viareggio cu La bella degli specchi,[13]
- 1990: Premiul Elba cu Il manicomio di Pechino.[14]

## Adaptări cinematografice
- Per le antiche scale, regia di Mauro Bolognini (1975)
- Sulla spiaggia e di là dal molo, regia Giovanni Fago (1999)
- Scemo di guerra, regia Dino Risi (1985)
- La brace dei Biassoli, regia Giovanni Fago (1981)
- Le rose del deserto, regia Mario Monicelli (2006)
- L'ammiraglio, regia Anton Giulio Majano (1965)